# Joseph Alois Schumpeter
Joseph Alois Schumpeter (Třešť, Moravia, 8 de febrero de 1883-Taconic, Salisbury, 8 de enero de 1950) fue un destacado economista austriaco, ministro de Finanzas en Austria (1919-1920). Estudió en la Universidad de Viena y fue discípulo de Eugen Böhm von Bawerk y Friedrich von Wieser. Enseñó economía durante años en las universidades de Viena, Czernowitz (actual Chernovtsi, Ucrania), Graz y Bonn a partir de 1909. Se radicó en Estados Unidos en 1932 y allí fue profesor de la Universidad de Harvard hasta su fallecimiento en 1950.
Destacó por sus investigaciones sobre el ciclo económico y por sus teorías sobre la importancia vital del empresario, subrayando su papel en la innovación que determinan el aumento y la disminución de la prosperidad. Popularizó el concepto de destrucción creativa como forma de describir el proceso de transformación que acompaña a las innovaciones. Predijo la desintegración sociopolítica del capitalismo, que, según él, se destruiría debido a su propio éxito.

## Biografía
Schumpeter nació en 1883 en Trest (Moravia, en la actualidad perteneciente a la República Checa) era el único hijo del fabricante de telas católico, germano-moravo Joseph Alois Karl Schumpeter (Triesch, 15 de marzo de 1855-14 de enero de 1887) y su esposa Johanna, de soltera Grüner (Wiener Neustadt, 9 de junio de 1861-Viena, 22 de junio de 1926). Trest (Moravia), que en ese momento pertenecía a la mitad occidental de la monarquía austrohúngara. Después de la temprana muerte de su padre, el niño de 5 años se mudó a Graz con su madre de 27 años en 1888 para que él pudiera asistir a una escuela pública de calidad. Aquí su futuro padrastro Sigismund von Kélersden era teniente mariscal de campo del Ejército.
Para que Joseph pudiera seguir sus estudios en el mejor centro de enseñanza de la monarquía, la familia se mudó a Viena en 1893 y Schumpeter fue aceptado en el Theresianum. En 1901 dejó el Theresianum con una muy buena licenciatura e inmediatamente comenzó a estudiar economía en la Universidad de Viena, que en ese momento solo era posible como parte de una licenciatura en derecho. Schumpeter estudió con Friedrich von Wieser y Eugen von Philippovich y desde 1904 con Eugen Böhm von Bawerk. Entre sus condiscípulos estaban Ludwig von Mises, Emil Lederer, Félix Somary, Otto Bauer y Rudolf Hilferding. De esta manera se familiarizó no solo con la disputa metodológica entre Carl Menger y Gustav von Schmoller, sino también con la controversia Böhm-Bawerk / Hilferding sobre la teoría del valor y la distribución de Marx.
En el verano de 1905, Schumpeter empezó el Rigorosum de historia jurídica y ciencias políticas hasta principios de 1906 y recibió su doctorado en febrero de 1906 como doctor en derecho. Luego asistió al seminario de Schmoller en Berlín y pasó un año como alumno de investigación en la London School of Economics y las universidades de Oxford y Cambridge. A finales de 1907 se casó con Gladys Ricarde Seaver, hija de un alto dignatario de la Iglesia Anglicana.
En 1907, Schumpeter ejerció en la Corte Internacional de Justicia de El Cairo, donde escribió su trabajo metodológico La esencia y el contenido principal de la economía teórica, publicado en 1908. En octubre lo presentó a la Facultad de Ciencias Políticas de la Universidad de Viena como tesis de habilitación para ser profesor en 1909.
El otoño siguiente se convirtió en profesor asociado en la Universidad de Chernivtsi, en ese momento la capital de Bucovina, y escribió allí la Teoría del desenvolvimiento económico.
En 1911 regresó a Graz como profesor titular de economía política en la Universidad Karl-Franzens; se convirtió en el profesor universitario más joven de la monarquía. El nombramiento en Graz se produjo contra la amarga resistencia de Richard Hildebrand (hijo del más conocido Bruno Hildebrand), quien, como representante del historicismo, estaba en contra cualquier teoría económica. Solo dos años después de su nombramiento, Schumpeter se fue a la Universidad de Columbia en Nueva York como profesor de intercambio durante un año. Allí conoció personalmente a Irving Fisher, Frank W. Taussig y Wesley Clair Mitchell. Su esposa se negó a regresar a Graz con él, por lo que Schumpeter consideró que el matrimonio había terminado. En el año académico 1916/17 se convirtió en decano de la facultad de derecho de Graz.
A partir de 1916, Schumpeter lanzó varias iniciativas políticas para poner fin a la Guerra Mundial, incluido el acercamiento al emperador Karl I. Advirtió contra la unión aduanera con Alemania y, en cambio, hizo campaña por el mantenimiento de la monarquía multinacional, dirigida contra el surgimiento de nacionalismos individuales. En el invierno de 1918/19, por sugerencia de Hilferding y Lederer, Schumpeter fue nombrado miembro de la comisión de socialización creada por el gobierno alemán. Bajo el liderazgo de Karl Kautsky, la cuestión principal era si la industria del carbón alemana debería ser la primera rama de la industria en socializarse. El informe de resultados de febrero de 1919, que también fue apoyado por Schumpeter, habló a su favor. Su estudio La crisis del Estado fiscal (1918) trata de la reestructuración de las finanzas estatales ante las deudas de guerra.
El 15 de marzo de 1919, aunque políticamente independiente, se convirtió en secretario de Estado de Finanzas de Austria en el gobierno de Renner II. Rápidamente entró en disputa con los dos partidos de la coalición, los socialdemócratas y los socialcristianos, pero también con su excompañero de estudios Otto Bauer, ahora secretario de Estado de Asuntos Exteriores, especialmente sobre la conexión con Alemania o la venta de la siderúrgica Alpine Montan AG a Fiat. El 17 de octubre de 1919, por decisión de la Asamblea Nacional, el gobierno fue reemplazado por el gabinete de Renner III, en el cual Schumpeter ya no era miembro.
Su principal aporte es la concepción cíclica e irregular del desarrollo capitalista, elaborada en 1911 en su Theorie der wirtschaftlichen Entwicklung ('Teoría del desenvolvimiento económico') mientras daba clases en Czernowitz (actual Chernivtsi, en Ucrania). En ella recoge su teoría del «espíritu emprendedor» (Unternehmergeist), propio de los emprendedores, que crean innovaciones técnicas y financieras en un medio competitivo en el que deben asumir continuos riesgos y recibir beneficios que no siempre se mantienen en el tiempo. Todos estos elementos intervienen en el crecimiento económico irregular.
Después de ser Ministro de Economía de Austria tras la Primera Guerra Mundial, cesado, y de dirigir el Banco Biederman, ocupó varias cátedras universitarias, entre las que está Harvard. En este último período de docencia completó tres libros más: Business Cycles (1939), Capitalism, Socialism and Democracy (1942) y su History of Economic Analysis (publicado de manera póstuma en 1954). En los dos primeros se centró en su teoría del «espíritu emprendedor», desarrollándola en un ámbito más global e integrándola en una teoría cíclica de los negocios, y en la evolución socioeconómica del capitalismo contemporáneo.
En 1921 Schumpeter solicitó en Graz su excedencia del puesto de profesor y fue nombrado presidente de "Biedermann & Co. Bankaktiengesellschaft". Obtuvo préstamos, invirtió el dinero y vivió un estilo de vida elaborado y sofisticado en Viena. Sin embargo, la crisis económica de 1924 puso fin abruptamente a esto; perdió su fortuna y su puesto. En esta desastrosa situación, Arthur Spiethoff, profesor de la Universidad de Bonn, logró ganar a Schumpeter para la cátedra local de ciencias económicas y políticas en octubre de 1925. Los estudiantes del período de Bonn incluyen a Hans Wolfgang Singer, Cläre Tisch, Wolfgang F. Stolper, Herbert Zassenhaus y August Lösch. En 1925 se casa con Anna Josefina Reisinger, veinte años menor que él y la hija de la portera de la casa de su madre. El 3 de agosto de 1926 murió al dar a luz a su primer hijo; el niño tampoco sobrevivió al nacimiento. Su madre ya había muerto en junio. Schumpeter ya no debería recuperarse por completo de estos golpes del destino. Se dedicó al trabajo científico y en 1926 presentó una segunda versión revisada de la teoría. También dejó clara su posición, parcialmente acentuada en el artículo La inestabilidad del capitalismo (The Economic Journal, 1928). El capitalismo competitivo en la forma del empresariado está siendo reemplazado cada vez más por un capitalismo defensivo en el que la personalidad y la iniciativa del empresario son menos importantes. En el discurso presidencial ante la American Economic Association en 1949, habla de una "marcha hacia el socialismo". Sin embargo, en contraste con el conocido pronóstico marxista, entiende que es un proceso progresivo que de ninguna manera acoge con satisfacción políticamente.
No completó la obra que había planeado sobre teoría monetaria después de que Keynes publicara el Tratado sobre el dinero en 1930. Desde el otoño de 1927 hasta la primavera de 1928 y hacia finales de 1930 fue profesor invitado en el Departamento de Economía de la Universidad de Harvard. Junto con Ragnar Frisch, cofundó la Econometric Society; durante varios años fue miembro de su directorio y fue su presidente en 1940/41. En el viaje de regreso a Alemania dio varias conferencias en Japón. Después de su regreso, Schumpeter se interesó en obtener una cátedra en Berlín para suceder a Werner Sombart, para la que Emil Lederer fue designado.
Aceptó la llamada a la Universidad de Harvard en 1932 y se mudó a los Estados Unidos en septiembre, donde vivió en la casa de Taussig hasta que se casó con Elizabeth Boody Firuski en el verano de 1937. En 1933, Schumpeter fue elegido miembro de la Academia Estadounidense de Artes y Ciencias. Su éxito como profesor se basó en estudiantes como Paul A. Samuelson, James Tobin, Richard Musgrave, Abram Bergson, Richard M. Goodwin, Erich Schneider, Paul Sweezy, Eduard März y John Kenneth Galbraith. A sugerencia suya, se introdujo un curso sobre "Teoría económica matemática", que él mismo mantuvo hasta que fue asumida por su amigo Wassily Leontief. La renovada fama, que Keynes ganó en Harvard después de la publicación de The General Theory of Employment, Interest and Money en 1936, no fue compartida en absoluto por Schumpeter, que expresó abiertamente en su crítica de desaprobación.
En 1939 presentó el análisis en dos volúmenes de los ciclos económicos, en el que Schumpeter re-presentó su concepción del proceso económico capitalista, en particular la interacción de los ciclos superpuestos. Este último punto de vista fue fuertemente criticado por Simon Kuznets en 1940. Luego consideró irse a Yale, por el rechazó a contratar como catedrático a Samuelson, pero finalmente lo persuadieron de quedarse en Harvard. El núcleo de su obra Capitalismo, socialismo y democracia, publicado en 1942, es una teoría de la democracia que utiliza patrones de pensamiento económico en el análisis del proceso político. Esta idea se lleva a cabo posteriormente en la “Nueva Economía Política” o “Teoría Económica de la Política” (Anthony Downs) y se considera uno de los fundamentos del socialismo democrático.
Se casó tres veces. Su primera esposa fue Gladys Ricarde Seaver, una inglesa casi 12 años mayor que él (casado 1907, separados 1913, divorciado 1925). El padrino de su boda fue su amigo y jurista austriaco Hans Kelsen. Su segunda era Anna Reisinger, veinte años más joven que él y la hija de la portera de la vivienda en la que creció. Se casaron en 1925, pero un año después de su matrimonio, ella murió en el parto. La pérdida de su esposa y su hijo recién nacido se produjo solo semanas después de que la madre de Schumpeter había muerto. En 1937, Schumpeter se casó con la historiadora de la economía estadounidense Elizabeth Boody, quien le ayudó a popularizar su obra y editó lo que se convirtió en su obra magna, la publicada póstumamente Historia del Análisis Económico.
Murió en su casa de Taconic, Connecticut, a la edad de 66, la noche del 7 de enero de 1950.

## Principales contribuciones

### Teoría general del capitalismo
La obra de Schumpeter, desde su Teoría del desenvolvimiento económico (1911) en adelante, cobra sentido a partir de una forma dinámica de concebir el sistema capitalista que contrasta con los modelos de la economía neoclásica tradicional. Para Schumpeter el capitalismo es por naturaleza una forma o método de cambio económico, y nunca puede mantenerse estacionario. Su aspiración fue crear una teoría que pudiese explicar el funcionamiento de este cambio económico, que en tan corto lapso ha revolucionado profundamente la existencia humana. Acostumbraba denominar como "ventarrón de destrucción creativa" al proceso mediante el cual el capitalismo revoluciona constantemente sus propias condiciones de existencia.
Schumpeter parte de una distinción fundamental entre diferentes tipos de cambio económico. Por una parte, están los cambios exógenos, causados por factores sociales o políticos. Por la otra, los de carácter endógeno, que surgen de la misma dinámica económica del sistema capitalista. Son solo estos últimos los que constituyen el desarrollo económico propiamente tal, y sobre los que trata su teoría.
Otra distinción importante es la que establece entre crecimiento y desarrollo económico: «Tampoco se llamará aquí proceso de desarrollo el mero crecimiento de la economía [...]. Pues éste no representa fenómenos cualitativamente diferentes». Su atención se dirige, por tanto, hacia los procesos de crecimiento que se relacionan con la introducción de novedades cualitativas, que alteran el funcionamiento mismo del sistema:

El desarrollo, en nuestro sentido, es un fenómeno característico totalmente diferente a lo que puede ser observado en la corriente circular o en la tendencia al equilibrio. Es un cambio espontáneo y discontinuo en los cauces de la corriente, alteraciones del equilibrio que desplazan para siempre el estado de equilibrio existente con anterioridad. Nuestra teoría del desarrollo no es sino el estudio de este fenómeno y los procesos que le acompañan.
J. Schumpeter

Según Schumpeter, el simple incremento o crecimiento acumulativo bien puede ser explicado dentro del marco de la teoría neoclásica tradicional. Sin embargo, no es el crecimiento sostenido y regular de carácter aditivo el que constituye la verdadera naturaleza del capitalismo. Por su esencia, el capitalismo es discontinuidad, alteración, novedad, reducción constante de todos los parámetros a variables. Por ello, nuestro autor considera la construcción teórica neoclásica como insuficiente o incluso, en ciertos casos, desorientadora.
El capitalismo real está caracterizado por procesos que imposibilitan constantemente la competencia perfecta, basada, entre otras cosas, en la transparencia del sistema, es decir, en la información gratuita e inmediata, y en el libre ingreso a todas las esferas productivas. Estos hechos son por cierto reconocidos en la teoría neoclásica, pero son tratados como imperfecciones que afectan negativamente la eficacia del sistema de precios y, con ello, a la eficiencia de la distribución de los recursos productivos. Para Schumpeter, por el contrario, no se trata de imperfecciones que conducirán a un uso no óptimo de los recursos sino del motor mismo que propulsa el excepcional progreso tecnológico-productivo que distingue al sistema capitalista:

La introducción de nuevos métodos de producción y de nuevas mercancías difícilmente podría concebirse en una situación de competencia perfecta —y perfectamente inmediata— desde el comienzo. Y esto quiere decir que la mayor parte de lo que llamamos progreso económico es incompatible con ella [...]. A este respecto, la competencia perfecta no solo es imposible sino inferior y no tiene ningún derecho de ser puesta como un modelo de eficiencia ideal.
J. Schumpeter

Según Schumpeter, el desarrollo o progreso económico es totalmente dependiente de la posibilidad de establecer posiciones temporales de monopolio y recibir, durante un tiempo, lo que él llama “cuasi rentas” o “rentas cuasi monopólicas". La posición de monopolio es sólo temporal y se perderá a consecuencia de la difusión de los conocimientos, de la desaparición de la eventual protección legal de las invenciones, etcétera. Estas rentas o "beneficios del emprendedor" son las únicas que Schumpeter define como "ganancia" y deben ser claramente diferenciadas de las remuneraciones normales de los factores productivos. En un sistema en equilibrio, que Schumpeter llama kreislauf ("flujo o corriente circular"), no existe la ganancia. Ella surge únicamente gracias a las actividades "desestabilizadoras" de los emprendedores, mediante las cuales consiguen abaratar decisivamente sus costos de producción o introducir nuevas mercancías. Dichas actividades son definidas con el concepto de innovación y abarcan nuevos productos, nuevos métodos, nuevas formas de organización empresarial, nuevos mercados y nuevas fuentes de materia prima.

### Los emprendedores
La posibilidad de generar ganancias, que pueden llegar a ser excepcionalmente grandes, es el señuelo que atrae a la actividad económica a un tipo particular de individuos, regidos por un “espíritu emprendedor” (Unternehmergeist). La voluntad de transformar las condiciones existentes, superar obstáculos y romper con las rutinas, ir contra la corriente y crear cosas nuevas, caracteriza a estos emprendedores schumpeterianos, héroes de la era capitalista que se atreven a lanzarse a lo desconocido.
Los emprendedores no son en sí mismos gerentes ni administradores ordinarios de una empresa, ni tampoco técnicos, sino hombres que actuando intuitivamente —en situación de incertidumbre, sin todas las cartas en la mano— llevan a la práctica nuevas posibilidades económicas: 

... la función de los emprendedores es la de reformar o revolucionar las formas de producir poniendo en uso una invención o, más en general, una posibilidad tecnológica aún no probada de producir una mercancía nueva o de producir una ya conocida en una forma nueva: abriendo una nueva fuente de abastecimiento de materias primas o un nuevo mercado, reorganizando la empresa, etcétera. Actuar con confianza más allá del horizonte de lo conocido y vencer la resistencia del medio requiere aptitudes que solo están presentes en una pequeña fracción de la población y que definen tanto el tipo como la función del emprendedor.

La teoría del emprendedor de Schumpeter subraya diversos aspectos psicológicos y niega, aunque parezca contradictorio con lo anteriormente dicho, que la conducta del empresario pueda ser entendida como una acción cuyo motivo último sea la ganancia misma, el simple deseo de acumular dinero o riqueza. Obtener grandes ganancias no es sino la manera de establecer y comprobar el éxito de la acción creadora del emprendedor. Para Schumpeter, el caso del emprendedor no es sino una forma específica del fenómeno del liderazgo en general y debe ser estudiado en ese marco. Esta es, por cierto, una parte sumamente debatida de la teoría de Schumpeter. Entre sus críticos más acerbos están los que, inspirados en Marx, ven el desarrollo del capitalismo como un proceso impersonal, donde los individuos cuentan poco y el empresario solo actúa como «la personificación de categorías económicas», como una máscara del capital, portador de una lógica que se impone independientemente de las subjetividades individuales.
El empresario schumpeteriano es, desde el punto de vista de la racionalidad económica capitalista, una figura escasamente racional. Este personaje, es concebido, empero, como la fuerza motriz del surgimiento de la «civilización capitalista». Es el impulso fundamental para su surgimiento, pero no pertenece en verdad a esa civilización. Schumpeter, influido por Max Weber, define la civilización capitalista como «racionalista y antiheroica», poco compatible por lo tanto con un personaje tan romántico como el que el empresario representa.

### Teoría de los ciclos económicos
La concepción del capitalismo como un sistema generador de cambios cualitativos no es una característica privativa del pensamiento de Schumpeter. En ese sentido, Schumpeter no hace sino repetir, por distintos que sean sus argumentos, ideas ya clásicas. Lo que más distingue su pensamiento es la idea de que el desarrollo propio del capitalismo no está distribuido de manera regular a lo largo del tiempo. A su parecer, lo propio del desarrollo económico capitalista es su ritmo disparejo, su forma discontinua y ondulatoria, tanto en el corto como en el largo plazo. Esta es la parte de la teoría schumpeteriana que ha sido más debatida e influyente, y define al moderno schumpeterianismo como tal. Se trata de la teoría del ciclo económico en general y de las ondas largas o ciclos de Kondrátiev en particular.
La explicación dada por Schumpeter a esta especial ritmicidad del sistema capitalista es consecuencia de su teoría del emprendedor y las innovaciones. Si es cierto que la acción innovadora del emprendedor explica el desarrollo económico en general, entonces es pertinente buscar la explicación de sus irregularidades en la distribución dispareja en el tiempo de la actividad emprendedora y por lo tanto innovadora. Y esto es precisamente lo que Schumpeter hace. Su explicación es la siguiente: «¿Por qué no procede el desarrollo económico, en nuestro sentido, con la misma regularidad con que crecen los árboles, sino a saltos? ¿Por qué presenta esas alzas y bajas características? [...] exclusivamente por no distribuirse igualmente en el tiempo las nuevas combinaciones, como podría suponerse por los principios generales de la probabilidad, sino que en caso de aparecer lo hacen de manera discontinua, en grupos o bandadas».
El problema a resolver es entonces la razón o motivo de esta discontinuidad en la distribución temporal de la actividad innovadora. Este punto, que es clave para la teoría schumpeteriana de los ciclos económicos, es "resuelto" con una simplicidad que no deja de sorprender: «¿Por qué no aparecen continuamente los emprendedores, o sea individualmente, en cada intervalo escogido apropiadamente, sino en grupos? Exclusivamente por el hecho de que la aparición de uno o más emprendedores facilita la de otros, y éstos a su vez la de los nuevos grupos, cada vez en mayor número».

### El rol de la innovación
La simplicidad e insuficiencia de la respuesta de Schumpeter no deja de sorprender en cuanto que ya desde la aparición de la edición alemana de la Teoría del desenvolvimiento económico se le había hecho presente la ausencia de una explicación real de la aparición en grupos o bandadas de los emprendedores (sin entrar a discutir la realidad empírica de esta afirmación). Decir que se forma una bandada de empresarios porque aparecen uno o varios precursores que abren el camino no es sino desplazar el problema. Algunos años después de la muerte de Schumpeter, Vernon Ruttan pudo comprobar que, a pesar de la amplia producción de Schumpeter desde 1911 en adelante, seguía existiendo un vacío importante en su construcción teórica: 

Ni en Business Cycles ni en los otros trabajos de Schumpeter existe nada que pueda ser identificado como una teoría de la innovación. El ciclo económico es en Schumpeter una consecuencia directa de la aparición en bandadas de las innovaciones. Pero no se proporciona ninguna explicación real acerca de por qué las innovaciones aparecen en grupos (clusters) o por qué estos grupos poseen ese tipo particular de periodicidad

El punto anterior es central ya que para Schumpeter, tal como lo sugiere Ruttan, tanto la existencia como la periodicidad del ciclo económico están regidas por la ritmicidad del proceso innovador. Según Schumpeter esta ritmicidad opera de la siguiente manera general. Uno o varios precursores abren el camino, luego, por medio del "efecto de imitación" recién descrito y surgen más y más empresarios. Se forman así "bandadas de emprendedores" o, lo que es lo mismo en la práctica, de innovaciones. La situación de equilibrio, el flujo circular, da entonces paso a un fuerte movimiento ascendente. La bandada de innovaciones da origen a amplias fuentes de ganancias. El auge produce una lucha cada vez más dura por el crédito, los medios de producción y la mano de obra. Los precios suben y los márgenes de supervivencia económica se reducen para muchos. Las empresas antiguas, dominadas por la rutina, se ven obligadas a transformarse o a desaparecer.
Por fin los empresarios schumpeterianos salen con la victoria pero solo para descubrir que su triunfo ha sido solo "aparente". Lo que antes había sido una innovación se ha transformado ahora en lo habitual; pasa a formar parte del nuevo sentido común tecnológico, organizativo y comercial. La difusión de los nuevos métodos, la producción en masa de las nuevas mercancías, el acceso generalizado a las nuevas fuentes de materias primas y a los nuevos mercados, y la reorganización de la mayoría de las empresas hacen que la situación nuevamente se "normalice". La ganancia desaparece y los empresarios schumpeterianos, los innovadores, se transforman en jefes normales de empresa, en administradores de un territorio ya conquistado. El sistema (o la rama industrial) entra así en un nuevo periodo de equilibrio o depresión como Schumpeter también lo llama en su Teoría del desenvolvimiento económico: 

... la aparición en grupos [de las innovaciones] exige un proceso especial y característico de absorción, de incorporación de las nuevas cosas y de adaptación a ellas por parte del sistema económico; un proceso de liquidación o, como yo acostumbraba decir antes, un proceso de aproximación a una nueva situación estática. Ese proceso es la esencia de las depresiones periódicas que pueden, por tanto, ser definidas desde nuestro punto de vista como la lucha del sistema económico por alcanzar una nueva posición de equilibrio, o su adaptación a los datos alterados por la perturbación producida por la expansión.

### Tipos de ciclo económico
Schumpeter distingue tres tipos de ciclos económicos, que identifica como ciclos de Kitchin (40 meses), Juglar (10 años) y Kondratiev (60 años). Los últimos son los más importantes, se producen a partir de innovaciones "de primer grado" que transforman los fundamentos mismos del sistema económico. Ello da origen a ondas largas de desarrollo que duran entre 45 y 60 años. Las ondas comprenden una fase ascendente, o periodo de disrupción creativa y una "descendente" o dominio de la tendencia al equilibrio.
Estas fases principales pueden, aunque no es estrictamente necesario desde un punto de vista teórico, ser completadas por una fase de aguda depresión o crisis y otra de restablecimiento o recuperación. Estas ondas largas ascendentes en forma de S fueron llamadas por Schumpeter ciclos de Kondratiev, en honor al economista ruso Nikolái Kondratiev, quien fue el primero en intentar comprobar empíricamente la existencia de estas ondas. Las innovaciones que dan origen a las ondas largas de desarrollo económico han sido también llamadas por Schumpeter, para acentuar su enorme trascendencia, como "revoluciones industriales". Así, cada onda larga se compone de una 

revolución industrial y de la absorción de sus efectos. Por ejemplo, podemos observar empírica e históricamente el surgimiento de una de esas ondas largas hacia fines de la década de 1780, su culminación alrededor de 1800, su caída y luego una cierta suerte de recuperación que finaliza a comienzos de la década de 1840. Esa fue la Revolución Industrial tan querida por los autores de manuales. Pisándole los talones vino sin embargo otra de estas revoluciones, produciendo otra onda larga que surge en los cuarenta, culmina justo antes de 1857 y desaparece hacia 1897, para ser seguida a su turno por la que alcanzó su cénit cerca de 1911 y que ahora está en camino de desaparecer.

Tal como el propio Schumpeter lo ha destacado, la elección de su esquema de tres ciclos es sin embargo una cuestión de conveniencia, simplificación de una realidad compleja que teóricamente admite infinitos ciclos y rehúye la expectativa de una periodicidad exacta. Se puede citar Business Cycles, que es la obra capital de Schumpeter al respecto, para dilucidar este aspecto: 

Para nuestro propósito, así como para muchos otros, sería muy inconveniente dejar las cosas en el punto anterior y tratar de trabajar con un número indefinido de ciclos o tipos de ciclos [...] Por lo tanto, decidimos ahora, para los propósitos generales de este volumen, contentarnos con tres clases de ciclos que llamaremos simplemente Kondratiev, Juglar y Kitchin [...] Esta elección recién hecha de tres clases de ciclos no tiene ninguna virtud especial. Cinco podría ser tal vez mejor, pero después de algo de experimentación el autor ha llegado a la conclusión de que el mejoramiento en la descripción así obtenido no compensaría el aumento de las dificultades. En particular no se puede destacar con suficiente fuerza que el esquema de tres ciclos no se deduce de nuestro modelo —si bien la multiplicidad de ciclos sí lo hace— y que el aceptarlo u objetarlo ni le quita ni le agrega nada al valor de nuestra idea fundamental.

### El futuro del capitalismo
La supuesta existencia de esta singular contradicción entre el espíritu calculador del capitalismo desarrollado y la actitud caballeresca de los empresarios es fundamental para comprender el decidido pesimismo de Schumpeter acerca de las posibilidades de supervivencia del capitalismo en el largo plazo. R. Heilbroner ha resumido el problema o dilema de Schumpeter de la siguiente manera: 

… el capitalismo tenía todo el brillo y la emoción de un torneo caballeresco. Pero justamente en ello residía el problema. Los torneos requieren un ambiente suficientemente romántico, y en la atmósfera aburrida, prosaica y calculadora que los mismos jefes de empresa cultivaban no podía sobrevivir el viejo espíritu precursor del capitalismo. Para Schumpeter el capitalismo podía conservar su fuerza solo en la medida en que los capitalistas se comportaran como precursores y caballeros andantes [...] Y ese tipo se estaba extinguiendo. Peor aún, estaba siendo aniquilado por la civilización que él mismo había creado.
R. Heilbroner

No es por su fracaso sino por su éxito que el capitalismo estaría amenazando la existencia de su propia fuerza motriz. La actitud aventurera, osada y visionaria que fue necesaria para crear una riqueza material nunca antes vista terminaría así por hacerse superflua una vez alcanzado ese nivel de riqueza. En su última gran obra, Capitalismo, socialismo y democracia (1942), planteó así el problema: 

Esta función social está ya hoy en día perdiendo su importancia. [..,] la innovación en sí misma está siendo reducida a una rutina. El progreso tecnológico se está convirtiendo cada vez más en un asunto de grupos de especialistas que producen lo que se les pide y realizan su trabajo de manera predecible. El romanticismo de las antiguas aventuras comerciales está rápidamente desapareciendo [...] Así, el progreso económico se hace despersonalizado y automatizado. La acción de los  individuos tiende a ser remplazada por el trabajo de comités y departamentos.
J. Schumpeter

Este fue, sin duda, uno de los pronósticos más cuestionables del gran economista austro-húngaro, que lo llevó incluso a postular la caducidad de su propia teoría sobre el desarrollo capitalista. Su pesimismo reflejaba la tendencia rutinaria y jerárquica de las grandes corporaciones estadounidenses. Las mismas que décadas más tarde serían golpeadas por el vendaval de destrucción creativa de nuevas camadas de emprendedores vinculados a las tecnologías de la información y la microelectrónica.

## La Escuela Schumpeteriana
Se denomina "escuela schumpeteriana" al grupo de economistas e historiadores económicos que trabajan a partir de la idea de que el desarrollo capitalista se caracteriza por la recurrencia de ciclos estructurales de largo plazo u ondas largas cuya existencia está relacionada con cambios tecnológicos fundamentales. Este tipo de análisis ha cobrado especial fuerza a partir de la crisis de los años 1970 que puso fin al largo periodo de excepcional crecimiento económico que siguió a la Segunda Guerra Mundial. Durante ese tiempo reinó una atmósfera de un optimismo tal que no quedó mucho espacio para una teoría que, como la de Schumpeter, hablara del advenimiento necesario de tiempos menos brillantes. Se creó la ilusión de que la manipulación macroeconómica de inspiración keynesiana había hecho de las depresiones y las crisis un problema del pasado. Sin embargo, los años setenta mostraron lo que valían las ilusiones y reivindicaron a Schumpeter. Exactamente 45 años después del crac de 1929, en 1974, se inició una nueva fase de amplias convulsiones y tendencias recesivas. Luego de ello, los discípulos de Schumpeter no han tenido dificultad en encontrar oídos receptivos para sus argumentos acerca de las ondas largas. Esta receptividad se ha visto notablemente incrementada en los años recientes, marcados por la gran crisis internacional que se inicia en 2007-2008.
Entre los schumpeterianos más destacados se puede nombrar a Christopher Freeman (1921-2010), Giovanni Dosi, John Bates Clark, Carlota Pérez y Luc Soete, todos ellos relacionados de una forma u otra con la Universidad de Sussex en Gran Bretaña. En Alemania se puede nombrar a Gerhard Mensch, en Holanda a Jacob J. van Duijn y en Suecia a Erik Dahmén (1916-2005) y Lennart Schön. En Estados Unidos destacan Richard Nelson y Sidney Winter. Yoshihiro Kogane es uno de sus exponentes más conocidos en Japón. Ernest Mandel (1923-1995) fue su más destacado representante entre los marxistas.
Gran parte de los esfuerzos de los discípulos de Schumpeter, tal como antes los del mismo Kondratiev, han estado orientados a probar empíricamente la existencia de las ondas largas y a precisar su evolución exacta. Estos intentos no pueden ser considerados como concluyentes, si bien han incrementado la plausibilidad y con ello el valor heurístico de esta manera de entender y ordenar la historia del capitalismo moderno.
Más allá de los intentos por demostrar la existencia empírica de las ondas largas, los "schumpeterianos" se han abocado preferentemente a dos problemas: El primero es el referente a tratar de comprender mejor el surgimiento, carácter y papel de las innovaciones, en especial en relación con los ciclos de Kondratiev. El segundo es el de investigar las relaciones entre las ondas largas de desarrollo tecnológico-económico y el movimiento del resto de la estructura social.

## Obras
- Über die matematische Methode der theoretischen Ökonomie, 1906, ZfVSV
- Das Rentenprinzip in der Verteilungslehre, 1907, Schmollers Jahrbuch
- Wesen und Hauptinhalt der theoretischen Nationalökonomie (transl. The Nature and Essence of Theoretical Economics), 1908.
- On the Concept of Social Value, 1909, QJE
- Wie studiert man Sozialwissenschaft, 1910 (transl. by J.Z. Muller, How to Study Social Science, Society, 2003)
- Marie Esprit Leon Walras, 1910, ZfVSV.
- Über das Wesen der Wirtschaftskrisen, 1910, ZfVSV
- Theorie der wirtschaftlichen Entwicklung (transl. The Theory of Economic Development: An inquiry into profits, capital, credit, interest and the business cycle), 1911.
- Economic Doctrine and Method: An historical sketch, 1914.
- Das wissenschaftliche Lebenswerk Eugen von Böhm-Bawerks, 1914, ZfVSV.
- Vergangenkeit und Zukunft der Sozialwissenschaft, 1915.
- The Crisis of the Tax State, 1918.
- The Sociology of Imperialism, 1919, Archiv für Sozialwissenschaft und Sozialpolitik
- Max Weber's Work, 1920, Der österreichische Volkswirt
- Carl Menger, 1921, ZfVSV.
- The Explanation of the Business Cycle, 1927, Económica
- Social Classes in an Ethnically Homogeneous Environment, 1927, Archiv für Sozialwissenschaft und Sozialpolitik.
- The Instability of Capitalism, 1928, EJ
- Das deutsche Finanzproblem, 1928.
- Mitchell's Business Cycles, 1930, QJE
- The Present World Depression: A tentative diagnosis, 1931, AER.
- The Common Sense of Econometrics, 1933, Econometrica
- Depressions: Can we learn from past experience?, 1934, in Economics of the Recovery Program
- The Nature and Necessity of a Price System, 1934, Economic Reconstruction.
- Review of Robinson's "Economics of Imperfect Competition", 1934, JPE
- The Analysis of Economic Change, 1935, REStat.
- Professor Taussig on Wages and Capital, 1936, Explorations in Economics.
- Review of Keynes's "General Theory", 1936, JASA
- Business Cycles: A theoretical, historical and statistical analysis of the Capitalist process, 1939.
- The Influence of Protective Tariffs on the Industrial Development of the United States, 1940, Proceedings of AAPS
- Alfred Marshall's "Principles": A semi-centennial appraisal, 1941, AER.
- Frank William Taussig, 1941, QJE.
- Capitalism, Socialism and Democracy, 1942.
- Capitalism in the Postwar World, 1943, Postwar Economic Problems.
- John Maynard Keynes, 1946, AER.
- The Future of Private Enterprise in the Face of Modern Socialistic Tendencies, 1946, Comment sauvegarder l'entreprise privée
- Rudimentary Mathematics for Economists and Statisticians, with W.L.Crum, 1946.
- Capitalism, 1946, Encyclopaedia Britannica.
- The Decade of the Twenties, 1946, AER
- The Creative Response in Economic History, 1947, JEH
- Theoretical Problems of Economic Growth, 1947, JEH
- Irving Fisher's Econometrics, 1948, Econometrica.
- There is Still Time to Stop Inflation, 1948, Nation's Business.
- Science and Ideology, 1949, AER.
- Vilfredo Pareto, 1949, QJE.
- Economic Theory and Entrepreneurial History, 1949, Change and the Entrepreneur
- The Communist Manifesto in Sociology and Economics, 1949, JPE
- English Economists and the State-Managed Economy, 1949, JPE
- The Historical Approach to the Analysis of Business Cycles, 1949, NBER Conference on Business Cycle Research.
- Wesley Clair Mitchell, 1950, QJE.
- March into Socialism, 1950, AER.
- Ten Great Economists: From Marx to Keynes, 1951.
- Imperialism and Social Classes, 1951 (reprints of 1919, 1927)
- Essays on Economic Topics, 1951.
- Review of the Troops, 1951, QJE.
- History of Economic Analysis, (published posthumously, ed. Elisabeth Boody Schumpeter), 1954.
- American Institutions and Economic Progress, 1983, Zeitschrift fur die gesamte Staatswissenschaft
- The Meaning of Rationality in the Social Sciences, 1984, Zeitschrift fur die gesamte Staatswissenschaft
- Money and Currency, 1991, Social Research.
- Economics and Sociology of Capitalism, 1991.

Ediciones en español
- Diez grandes economistas: de Marx a Keynes. Alianza. 1967 (reeditado en 1990). ISBN 9789203103602.
- Ciclos económicos: análisis teórico, histórico y estadístico del proceso capitalista. Universidad de Zaragoza. 2002. ISBN 9788477336020.
- ¿Puede sobrevivir el capitalismo? La destrucción creativa y el futuro de la Economía global. Capitán Swing. 2010. ISBN 978-84-937709-8-3.
- Historia del análisis económico. Editorial Ariel. 2012. ISBN 9788434470385.
- Capitalismo, socialismo y democracia (2 vols.). Página Indómita. 2015. ISBN 9788494366413.
- Karl Marx. Página Indómita. 2018. ISBN 9788494655784.